# Rudolph Matt
Rudolph Matt (ur. 10 września 1909 w Sankt Anton, zm. 18 listopada 1993 w Innsbrucku) – austriacki narciarz alpejski.
Wziął udział w mistrzostwach świata w Cortinie d’Ampezzo w 1932 roku, które były drugą edycją tej imprezy. Zajął tam ósme miejsce w zjeździe, jedenaste w slalomie i dziesiąte w kombinacji. Na rozgrywanych cztery lata później mistrzostwach świata w Innsbrucku zwyciężył w slalomie. Wyprzedził tam swojego rodaka, Eberharda Kneisla i Rudolfa Romingera ze Szwajcarii. Był to jego jedyny medal wywalczony na międzynarodowych zawodach tej rangi. Na tej samej imprezie zajął szóste miejsce w zjeździe, a w kombinacji był czwarty. Walkę o medal przegrał z Eberhardem Kneislem. Blisko podium był podczas mistrzostw świata w Engelbergu w 1938 roku, gdzie był czwarty w slalomie. Tym razem w walce o podium lepszy okazał się reprezentujący III Rzeszę Hellmut Lantschner. 
Wystąpił w kilku filmach fabularnych o tematyce narciarskiej, m.in. w Der weiße Rausch – neue Wunder des Schneeschuhs z 1931.

## Osiągnięcia

### Mistrzostwa świata
| Miejsce | Dzień     | Rok  | Miejscowość       | Konkurencja | Czas biegu | Strata     | Zwycięzca         |
| ------- | --------- | ---- | ----------------- | ----------- | ---------- | ---------- | ----------------- |
| 8.      | 4 lutego  | 1932 | Cortina d’Ampezzo | Zjazd       | 5:10,0     | +22,6      | Gustav Lantschner |
| 11.     | 6 lutego  | 1932 | Cortina d’Ampezzo | Slalom      | 1:26,1     | +14,2      | Friedl Däuber     |
| 10.     | 6 lutego  | 1932 | Cortina d’Ampezzo | Kombinacja  | 97,555 pkt | -8,015 pkt | Otto Furrer       |
| 6.      | 21 lutego | 1936 | Innsbruck         | Zjazd       | 4:29,8     | +26,4      | Rudolf Rominger   |
| 1.      | 22 lutego | 1936 | Innsbruck         | Slalom      | 2:18,1     | -          | -                 |
| 4.      | 22 lutego | 1936 | Innsbruck         | Kombinacja  | 443,4 pkt  | +21,3 pkt  | Rudolf Rominger   |
| 9.      | 13 lutego | 1937 | Chamonix          | Zjazd       | 4:03,4     | +26,4      | Émile Allais      |
| 7.      | 15 lutego | 1937 | Chamonix          | Slalom      | 2:10,8     | +10,0      | Émile Allais      |
| 7.      | 15 lutego | 1937 | Chamonix          | Kombinacja  | 400,4 pkt  | +38,4 pkt  | Émile Allais      |
| 9.      | 5 marca   | 1938 | Engelberg         | Zjazd       | 3:17,8     | +18,8      | James Couttet     |
| 4.      | 6 marca   | 1938 | Engelberg         | Slalom      | 3:03,4     | +9,9       | Rudolf Rominger   |
| 7.      | 6 marca   | 1938 | Engelberg         | Kombinacja  | 331 pkt    | +21 pkt    | Émile Allais      |